# دایان فاستر
دایان فاستر (انگلیسی: Dianne Foster؛ زادهٔ ۳۱ اکتبر ۱۹۲۸ - ۲۷ ژوئیهٔ ۲۰۱۹) یک هنرپیشه اهل کانادا بود.